# タンティエーム
タンティエーム（Tantieme、1947年 - 1966年）は、フランスで生産されフランスで調教を受けたサラブレッドの競走馬。1950年・1951年に凱旋門賞を連覇するなど活躍し、競走馬引退後も種牡馬として大競走勝ち馬を多く送り出した。

## 戦績
初戦で勝ち上がったが2戦目のロベールパパン賞では6着と惜敗してしまう。しかしここからプール・デッセ・デ・プーランやリュパン賞を含む6連勝で地元のダービーであるジョッケクルブ賞に出走する。だが大本命に推されるものの、スクラッチに短頭差及ばず2着に惜敗してしまう。しかし次走のクイーンエリザベスステークスでは前年の凱旋門賞馬のコロナティオンを下し、さらには凱旋門賞でも後続に1+1⁄2馬身差の完勝。ヨーロッパ競馬の頂点に立って3歳シーズンを終える。
翌年もガネー賞、コロネーションカップと仏英のG1級競走を2連勝するが、キングジョージ6世&クイーンエリザベスステークスでは勝ち馬シュプリームコートに6+3⁄4馬身離された3着と完敗を喫してしまった。しかし連覇を賭けた凱旋門賞では後続に2馬身差つける完勝で、史上3頭目の凱旋門賞連覇という偉業を果たした。
この1戦を最後に引退、種牡馬入りした。

### 年度別競走成績
※当時グループ制なし
- 1949年（5戦4勝） - グランクリテリウム、フォレ賞
- 1950年（6戦5勝） - プール・デッセ・デ・プーラン、リュパン賞、クイーンエリザベスステークス、凱旋門賞
- 1951年（4戦3勝） - ガネー賞、コロネーションカップ、凱旋門賞

## 種牡馬時代
種牡馬としても地元フランスを中心に活躍し、1962年と1965年にはフランスのリーディングサイアーにも輝いている。日本ではメジロデュレンやメジロトーマスなどが直系子孫にあたる。

### 代表産駒
マッチ、ルリアンスの兄弟が代表産駒で、日本にはこれらの弟でタネルコ産駒であるレベルコが輸入された。

#### マッチ
マッチ（Match）は1958年生まれのフランス産馬。ロワイヤルオーク賞、サンクルー大賞、キングジョージ6世&クイーンエリザベスステークス、ワシントンDCインターナショナルに勝った。

#### ルリアンス
ルリアンス（Reliance）は1962年生まれのフランス産馬。上記マッチの全弟で、ジョッケクルブ賞、パリ大賞典、ロワイヤルオーク賞とフランスのクラシック戦を3勝した。シーバードのライバル。
第44回凱旋門賞#リライアンスも参照。

#### タネルコ
タネルコ（Tanerko）はリュパン賞、ガネー賞（2回）、サンクルー大賞（2回）、ノアイユ賞など10勝をあげた。フランスダービー（ジョッキークラブ賞）は3着、凱旋門賞はリボーに敗れ3着だった。種牡馬となって、イギリスダービー馬のレルコ（en:Relko）を始め、ホワイトラベル（White Label、パリ大賞典優勝）、ジャカオ（Djakao、ドーヴィル大賞典優勝）など中長距離の活躍馬を出した。タネルコの子ではシャラプール、レベルコが種牡馬として日本に輸入されたほか、持込馬のキヨノサカエが大阪杯に勝った。
- レルコ（Relko）は1960年生まれのフランス産馬。上記のマッチの半弟。2歳時にクリテリウム・ド・メゾンラフィットで2着、グランクリテリウムで3着になった。3歳になるとギシュ賞、プール・デッセ・デ・プーラン（フランス2000ギニー）と連勝し、イギリスダービーに挑戦すると6馬身差で勝った。ところがレース後の薬物検査に引っかかり、精密な検査が長期化、最終的には10月の裁定で正式な優勝馬と認められた。秋にはフランスでロワイヤルオーク賞に出ると、フランスダービーとパリ大賞典を勝ってきたサンクタス（Sanctus）を相手に楽勝した。凱旋門賞では凡走して6着だった。古馬になってガネー賞、コロネーションカップ、サンクルー大賞典と3連勝して引退した。詳細はen:Relkoを参照。
  - フラッシュライト（Flash Light）は1968年生まれのフランス産馬。母馬がフランス1000ギニーの優勝馬。競走馬としては、クリテリウム・ド・メゾンラフィット2着、グレフュール賞3着、グランクリテリウム4着などの成績をおさめた。日本に種牡馬として輸入され、ソーウンムサシ（函館3歳ステークス）、トキノギフト（北関東二冠馬）、フラッシュアリー（金沢・百万石賞）、インターフラッシュ（東海・ダイヤモンド特別）などを出した[2]。
- ジャカオ（Djakao）は1966年生まれのフランス産馬。ギー・ド・ロトシールド男爵の所有馬で、オカール賞で短頭差の2着、フランスダービーでも接戦の末3着だった。この年のフランスの3歳馬では、フランスダービーを短頭差で勝ったグッドリー（Goodly、日本輸入種牡馬）よりも、リュパン賞を勝ってイギリスダービーへ向かったプランスレジャン（Prince Regent）の方が格上だった[注 1]。ジャカオはパリ大賞典でも2着のあと、ドーヴィル大賞典で古馬を破って優勝した。この時のドーヴィル大賞典には、日本に輸入されて大成功するリマンド（Remand、3着）や、日本から遠征したスピードシンボリ（10着）が出ていた。ジャカオは秋に凱旋門賞に出て、全体では4番人気、フランスの3歳馬としてはプランスレジャンに次ぐ2番人気の13倍に推されたが、特に見せ場もなく着外に終わった。ジャカオは種牡馬となると、グランクリテリウム優勝のマリアッチ（Mariacci）、リュパン賞優勝のベルジオ（Brlgio）、アーリントン・ミリオンやサンルイレイステークスに勝ったペロー（Perrault）などを出した。また、産駒のフィディオン（Fidion）は日本に輸入されて種牡馬として成功した[4][5][6]。
  - フィディオン（Fidion）は1972年生まれのフランス産馬。競走馬としては、トーマス・ブライアン賞（G3）2着、ノアイユ賞（G2）3着程度に終わったが、日本に輸入されて種牡馬として成功した。主な産駒は、メジロデュレン（有馬記念、菊花賞）、メジロトーマス（京都記念、天皇賞・春2着、宝塚記念2着）、メジロボアール（阪神大賞典）、ブライトシンボリ（ステイヤーズステークス）など。
- シャラプール（Sharapour）は1968年生まれのフランス産馬。ラロシェト賞（英語版）、ドラール賞など7勝。イスパーン賞でリヴァーマンの2着になった。1973年に種牡馬として日本に輸入されたが、その年に死亡し、産駒は一世代しか残せなかった。その中は重賞勝ち馬は出なかった[7]。
- レベルコ（Rebalco）は1964年生まれのイギリス産馬。レルコの全弟であり、マッチ、ルリアンスの半弟（両馬の父はタンティエームなので、3/4兄弟とも表現される）にあたる。競走馬としてはイスパーン賞2着程度の成績に終わった。1967年に種牡馬として日本に輸入され、キャッシュボア（4歳牝馬特別）やダイニカツハル（ダイオライト記念）を出した。1971年に死亡した[8]。

#### ダンスール
ダンスール（Danseur）はパリ大賞典、カドラン賞、ジャンプラ賞、リス賞など長距離重賞を中心に7勝を挙げた。1970年に種牡馬として日本に輸入され、産駒からは北関東競馬で最強馬となったスターダンスやNHK杯に勝ったナスノカゲを出したが、1976年に早逝した。
スターダンスは栃木県産の競走馬で、北関東競馬で26勝を挙げた。地区最大の師走特別を3勝したほか、宇都宮記念、宇都宮新春杯などに勝った。盛岡のC級で走った同名異馬（2007年生）がいる。

## 血統表
| タンティエームの血統        | タンティエームの血統          | タンティエームの血統      | （血統表の出典）          | （血統表の出典） |
| 父系                        | テディ系                      | テディ系                  | テディ系                  | [ § 2 ]          |
| 父 Deux pour Cent 1941 鹿毛 | 父の父Deiri 1928 黒鹿毛       | Aethelstan                | Teddy                     | Teddy            |
| 父 Deux pour Cent 1941 鹿毛 | 父の父Deiri 1928 黒鹿毛       | Aethelstan                | Dedicace                  |                  |
| 父 Deux pour Cent 1941 鹿毛 | 父の父Deiri 1928 黒鹿毛       | Desra                     | Corcyra                   | Corcyra          |
| 父 Deux pour Cent 1941 鹿毛 | 父の父Deiri 1928 黒鹿毛       | Desra                     | Desna                     |                  |
| 父 Deux pour Cent 1941 鹿毛 | 父の母Dix pour Cent 1933 鹿毛 | Feridoon                  | Hurry On                  | Hurry On         |
| 父 Deux pour Cent 1941 鹿毛 | 父の母Dix pour Cent 1933 鹿毛 | Feridoon                  | Ecurie                    |                  |
| 父 Deux pour Cent 1941 鹿毛 | 父の母Dix pour Cent 1933 鹿毛 | La Chansonnerie           | Mesilim                   | Mesilim          |
| 父 Deux pour Cent 1941 鹿毛 | 父の母Dix pour Cent 1933 鹿毛 | La Chansonnerie           | La Francaise              |                  |
| 母 Terka 1942 黒鹿毛        | 母の父Indus 1928 黒鹿毛       | Alcantara                 | Perth                     | Perth            |
| 母 Terka 1942 黒鹿毛        | 母の父Indus 1928 黒鹿毛       | Alcantara                 | Toison d'Or               |                  |
| 母 Terka 1942 黒鹿毛        | 母の父Indus 1928 黒鹿毛       | Himalaya                  | Sardanapale               | Sardanapale      |
| 母 Terka 1942 黒鹿毛        | 母の父Indus 1928 黒鹿毛       | Himalaya                  | Mountain Lass             |                  |
| 母 Terka 1942 黒鹿毛        | 母の母La Furka 1927 黒鹿毛    | Blandford                 | Swynford                  | Swynford         |
| 母 Terka 1942 黒鹿毛        | 母の母La Furka 1927 黒鹿毛    | Blandford                 | Blanche                   |                  |
| 母 Terka 1942 黒鹿毛        | 母の母La Furka 1927 黒鹿毛    | Brenta                    | Sans Souci                | Sans Souci       |
| 母 Terka 1942 黒鹿毛        | 母の母La Furka 1927 黒鹿毛    | Brenta                    | Beaute de Neige           |                  |
| 母系(F-No.)                 | 20号族(FN:20-a)               | 20号族(FN:20-a)           | 20号族(FN:20-a)           | [ § 3 ]          |
| 5代内の近親交配             | Sans Souci：M4×S5 = 9.38%     | Sans Souci：M4×S5 = 9.38% | Sans Souci：M4×S5 = 9.38% | [ § 4 ]          |
| 出典                        | 1. 2. 3. 4.                   | 1. 2. 3. 4.               | 1. 2. 3. 4.               | 1. 2. 3. 4.      |